# Bernardinelli-Bernstein

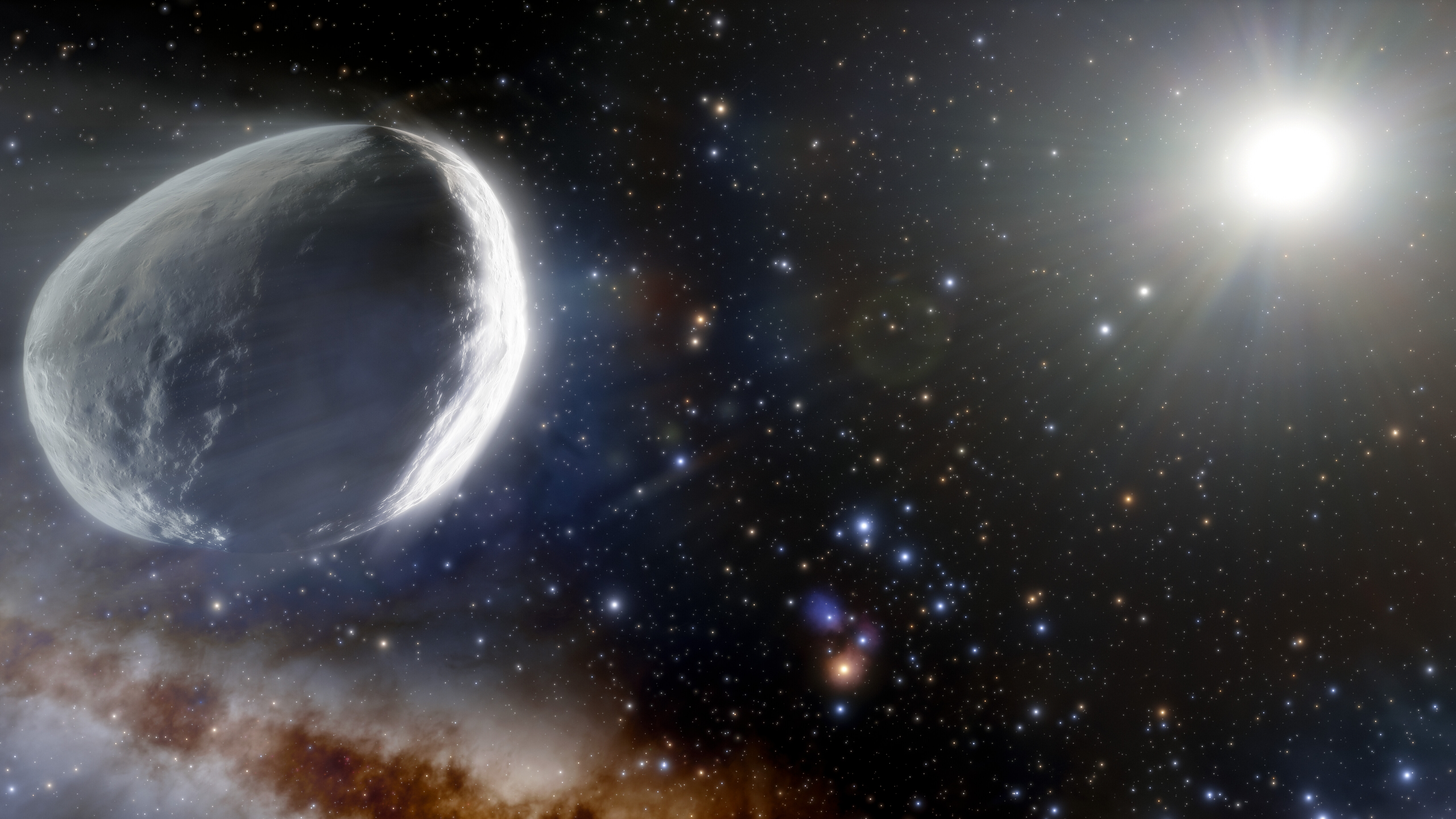
Artist's impression van Bernardinelli-Bernstein

Bernardinelli-Bernstein (C/2014 UN271) is de grootste komeet die anno 2021 is ontdekt. Hij is vernoemd naar de twee personen die hem in juni 2021 ontdekt hebben op beeldmateriaal uit 2014 van het Dark Energy Survey onderzoeksproject: Pedro Bernardinelli en Gary Bernstein. Ten tijde van de eerste digitale waarneming bevond de komeet zich op een afstand van ruim 4 miljard kilometer en dat is een record. De kern van de komeet werd op basis van de afstand en de helderheid geschat op 100-200 km in diameter. Naar verwachting zal de komeet in 2031 op een kleinste afstand van ongeveer 1,63 miljard kilometer van de Zon verwijderd zijn.
Na bekendmaking van de ontdekking, zochten astronomen in hun archieven naar materiaal waar de komeet op zou kunnen staan. Het oudste materiaal dateert uit 2010, waardoor de baan nauwkeuriger berekend kon worden. Aan de hand van archiefmateriaal van de ontdekkers, werd ontdekt dat de komeet al op zo'n 3,8 miljard kilometer van de Zon een coma begon te vormen.
In april 2022 maakte NASA bekend dat een team van wetenschappers met behulp van foto's van de Hubble ruimtetelescoop het formaat van de kern nauwkeuriger heeft weten te bepalen waarbij men uitkwam op 105-135 kilometer.